# Деревянченко, Сергей Вячеславович
Серге́й Вячесла́вович Деревя́нченко (укр. Сергій В'ячеславович Дерев'янченко, 31 октября 1985, Феодосия, УССР) — украинский боксёр-профессионал, выступающий в средней весовой категории. Бронзовый призёр чемпионата мира 2007 года, один из лучших боксёров за историю Всемирной серии бокса в любителях. Один из топовых боксёров среднего веса в профессионалах. Претендент на титул чемпиона мира (2018, 2019, 2020).

## Любительская карьера
Отец Сергея занимался боксом, и с раннего детства привил сыну любовь к боксу. В 10 лет Сергей начал заниматься боксом в родном городе, Феодосия. В 11 лет занял второе место на детском чемпионате Украины. В 2000 году занял первое место на детском чемпионате Украины.
В 2001 году на чемпионате Европы среди кадетов в Ливерпуле, в возрасте 15 лет, занял первое место. В 2002 году снова выиграл чемпионат Европы среди юношей, проходивший во Львове. В 2003 году на аналогичном чемпионате занял третье место.
В 2005, 2007—2010 чемпион Украины.
В 2005 году участник общекомандного кубка мира в Москве. Участник кубка мира в Китае. Участник чемпионата мира 2005 года, проиграл в первом туре кубинцу, Эрисланди Лара.
В 2007 году бронзовый призёр чемпионата мира в Чикаго, проиграл в полуфинале россиянину, Матвею Коробову. В 2008 году участник олимпиады в Китае, Пекин. Проиграл во втором поединке, кубинцу, Эмилио Корреа. В 2009 году участник чемпионата мира в Милане, в одном из поединков победил известного турецкого боксёра, Адема Кылыччи.
В 2009 году Чемпион президентского кубка AIBA.

## Полупрофессиональная лига
В 2010 году принял участие в новосозданной полупрофессиональной лиге бокса. В первом сезоне (2010—2011) выступил под украинским флагом за итальянскую команду Milano Thunders (Миланские Громовержцы). Выиграл во всех шести поединках, в которых принял участие, включая индивидуальный поединок, и завоевал статус лучшего бойца сезона.
Во втором сезоне (2011—2012) также выступил за итальянскую команду и также стал лучшим индивидуальным боксёром.
В третьем и четвёртом сезонах выступал за казахстанскую команду Astana Arlans. В финале 3 сезона (2012—2013) выигрывает с «Astana Arlans» у команды Ukraine Otomans (Украинские Атаманы) и впервые завоёвывает командный титул чемпиона мира Всемирной серии бокса. После 4 сезона (2013—2014) уходит в профессиональный бокс.
Единственное поражение в полупрофессиональной лиге WSB потерпел в третьем сезоне от аргентинского боксёра Брайана Кастано.

## Профессиональная карьера
На профессиональном ринге дебютировал в июле 2014 года в средней весовой категории, под попечительством американского промоутера, Lou DiBella.
Сергей провёл два успешных победных поединка, и в октябре 2014 года подписал промоутерский контракт с Элом Хэймоном.

### Бой с Аланом Кампом
Проведя четыре победных поединка, Деревянченко 11 апреля 2015 года, встретился с мексиканцем Аланом Кампом, победив его нокаутом в 4-м раунде. А 7 августа Деревянченко победил по очкам бывшего претендента на титул чемпиона мира, американца, Элвина Аялу.

### Бой с Сэмом Солиманом
21 июля 2016 Деревянченко встретился с экс-чемпионом мира в среднем весе 42-летним австралийцем Сэмом Солиманом. Деревянченко завладел явным преимуществом с самого начала боя, трижды отправлял своего соперника на настил ринга и в результате одержал досрочную победу техническим нокаутом во втором раунде.

### Бой с Кемалом Расселом
14 марта 2017 года провёл свой десятый профессиональный бой в Миссисипи (США) одолев непобеждённого боксёра из Ямайки, Кемала Рассела. Бой завершился техническим нокаутом в пятом раунде, когда Деревянченко заставил своего соперника упасть в угол ринга и нанёс серию мощных ударов, вынудив рефери прервать поединок.

### Бой с Туреано Джонсоном
25 августа 2017 года, в своём 11-м бою на профессиональном ринге, Деревянченко встретился в финальном отборочном бою по линии IBF с Багамские боксёром Туреано Джонсоном. Сергей нокаутировал оппонента в начале финального 12-го раунда, и завоевал статус обязательного претендента на чемпионский титул в среднем весе по версии IBF.

### Бой с Дашон Джонсон
3 марта 2018 года в Нью-Йорке украинский боксёр одержал победу над американцем джорнименом Дашоном Джонсоном на андеркарде шоу Уайлдер—Ортис. Деревянченко контролировал бой, демонстрируя мастерство в разнообразных атаках. После шестого раунда Джонсон отказался выходить на следующий раунд из-за одностороннего преимущества украинца. После победы украинец заявил о готовности встретиться с лучшими средневесами мира, подчеркнув, что главное для него — борьба за чемпионский титул.

### Бой с Дэниелом Джейкобсом
27 октября 2018 года встретился с Дэниелом Джейкобсом в бою за вакантный титул IBF в среднем весе. Бой продлился все 12 раундов, по итогам которых украинский боксёр уступил по очкам. Деревянченко старался проводить бой в доминирующей манере, в то время, как Джейкобсон действовал на контратаках, успев даже в первом раунде отправить соперника в нокдаун. Это поражение стало первым в карьере Деревянченко.

### Бой с Джеком Кулкаем
13 апреля 2019 года в Миннеаполисе на арене Minneapolis Armory решением судей победил немца Джека Кулкая, став претендентом на звание чемпиона мира по версии IBF.

### Бой с Геннадием Головкиным
5 октября 2019 года Деревянченко провёл бой с казахстанским боксёром Геннадием Головкиным за вакантный титул Чемпиона мира по версиям IBF и IBO. По итогам 12-и раундов победу в бою одержал казахстанский боксёр.

### Бой с Джермаллом Чарло
26 сентября 2020 года Деревянчено получает третий титульный шанс в поединке против американца Джермалла Чарло, который проводил очередную защиту. Бой продлился все 12 раундов, в которых был лучше чемпион, одержав победу судейским решением.

### Бой с Карлосом Адамесом
5 декабря 2021 года потерпел поражение решением судей от доминиканца Карлоса Адамеса на арене Staples Center в Лос-Анджелесе. В начале боя оба боксёра оценивали друг друга, во 2-м раунде Адамес апперкотом нанёс рассечение. В середине поединка Деревянченко активизировался выиграв раунд. В заключительных раундах украинец выступил агрессивно, но соперник смог выдержать его давление. Бой проводился за звание обязательного претендента по версии WBC с мексиканским экс-чемпионом Хайме Мунгия.

### Бой с Джошуа Конли
31 июля 2022 года на арене Барклайс-центр в Нью-Йорке сразился с 30-летним американцем Джошуа Конли в андеркарде противостояния между Дэнни Гарсией и Хосе Бенавидесом. Деревянченко доминировал на протяжении всего 10-раундового поединка и заслуженно одержал победу по очкам.

### Бой с Хайме Мунгией
10 июня 2023 года на Toyota Arena в Онтэрио состоялся поединок с экс-чемпионом мира в первом среднем весе, мексиканцем Хайме Мунгиея за вакантный пояс WBC Silver. Бой начался без разведки, и уже в первом раунде боксёры начали обмениваться ударами. Деревянченко несколько раз метко пробил, Мунгия был вынужден клинчевать. В пятом раунде украинец был близок к победе, Мунгия едва удерживался на ногах после мощных ударов. Однако в последних раундах усталость и возраст украинца начали сказываться. В 12-м раунде Мунгия отправил Деревянченко в нокдаун, но украинский боксёр сумел подняться и завершить поединок. Результат — победа Мунгии единогласным решением судей: 115—112 и 114—113 (дважды). Бой был признан лучшим боксёрским поединком 2023 года авторитетным изданием Boxing Scene.

### Бой с Воном Александром
20 апреля 2024 года в андеркарде боя Хейни – Гарсия встретился с американцем Воном Александром. Бой прошёл всю дистанцию, в котором доминировал украинец, отправив соперника в нокдаун в 8-м раунде. По итогам 10 раундов судьи единогласным решением победу отдали Деревянченко со счётом: 100—89 (трижды).

### Бой с Кристианом М’Билли
17 августа 2024 года в Квебеке (Канада) в главном событии вечера проиграл бой французскому нокаутёру Кристиану М’Билли. Более крупный, молодой и агрессивный оппонент начал с работы по корпусу, пару раз приложился оверхэндом. Начало боя за ним. В 3-м раунде украинец получает травму левой руки и всю оставшуюся дистанцию боя боксирует одной правой рукой. В 7-м раунде однорукому украинцу удалось потрясти Мбилли. Концовку боя француз провёл пассивно несмотря на травму Деревянченко. Активизировался Мбилли только в самой концовке боя. Судьи посчитали: 100—90, 99—91 и 98—92 в пользу своего фаворита.

## Таблица боёв
В таблице перечислены результаты всех поединков боксёров.
В каждой строке указан результат поединка. Дополнительно номер поединка обозначен цветом, который обозначает итог поединка. Расшифровка обозначений и цветов представлена в нижеследующей таблице.
| Пример | Расшифровка                     |
| ------ | ------------------------------- |
|        | Победа                          |
|        | Ничья                           |
|        | Поражение                       |
|        | Планируемый поединок            |
|        | Поединок признан несостоявшимся |
| КО     | Нокаут                          |
| ТКО    | Технический нокаут              |
| PTS    | Решение судей (по очкам)        |
| UD     | Единогласное решение судей      |
| MD     | Решение большинства судей       |
| SD     | Раздельное решение судей        |
| RTD    | Отказ от продолжения боя        |
| DQ     | Дисквалификация                 |
| NC     | Поединок признан несостоявшимся |

| 21 поединок, 15 побед (10 нокаутом), 6 поражений. | 21 поединок, 15 побед (10 нокаутом), 6 поражений. | 21 поединок, 15 побед (10 нокаутом), 6 поражений. | 21 поединок, 15 побед (10 нокаутом), 6 поражений. | 21 поединок, 15 побед (10 нокаутом), 6 поражений. | 21 поединок, 15 побед (10 нокаутом), 6 поражений. | 21 поединок, 15 побед (10 нокаутом), 6 поражений.                                                                                                  |
| Бой                                               | Рекорд                                            | Дата                                              | Соперник                                          | Место боя                                         | Результат                                         | Комментарии |
| ------------------------------------------------- | ------------------------------------------------- | ------------------------------------------------- | ------------------------------------------------- | ------------------------------------------------- | ------------------------------------------------- | --- |
| 21                                                | 15-6                                              | 17 августа 2024                                   | Кристиан М’Билли (27-0)                           | Centre Videotron, Квебек, Канада                  | UD 10                                             | Бой за титул чемпиона титул чемпиона по версии WBC Continental Americas (8-я защита М’Билли) во 2-м среднем весе. Счёт судей: 100-90, 98-92, 99-91 |
| 20                                                | 15-5                                              | 20 апреля 2024                                    | Вон Александр (18-10-1)                           | Барклайс-центр, Нью-Йорк, США                     | UD 10                                             | Счёт судей: 100-89 (трижды), Александр в нокдауне в 8 раунде.                                                                                      |
| 19                                                | 14-5                                              | 10 июня 2023                                      | Хайме Мунгия (41-0)                               | Toyota Arena, Онтэрио, Калифорния, США            | UD 12                                             | Бой за титул WBC Silver во втором среднем весе. Счёт судей: 115-112 и 114-113 (дважды).                                                            |
| 18                                                | 14-4                                              | 31 июля 2022                                      | Джошуа Конли (17-4-1)                             | Барклайс-центр, Бруклин, Нью-Йорк, США            | UD 10                                             | Счёт судей: 99-91, 99-91, 98-92. |
| 17                                                | 13-4                                              | 5 декабря 2021                                    | Карлос Адамес (20-1)                              | Стейплс-центр, Лос-Анджелес, Калифорния, США      | MD 10                                             | Счёт судей: 95-95, 93-97, 94-96. |
| 16                                                | 13-3                                              | 26 сентября 2020                                  | Джермалл Чарло (30-0)                             | Mohegan Sun Casino, Анкасвилл, Коннектикут, США   | UD 12                                             | Бой за титул чемпиона мира по версии WBC (3-я защита Чарло) в среднем весе. Счёт судей: 118-110, 117-111, 116-112.                                 |
| 15                                                | 13-2                                              | 5 октября 2019                                    | Геннадий Головкин (39-1-1)                        | Мэдисон Сквер Гарден, Нью-Йорк, США               | UD 12                                             | Бой за вакантный (после отказа Сауля Альвареса) титул чемпиона мира по версиям IBF и IBO в среднем весе. Счёт судей: 112-115, 112-115, 113-114.    |
| 14                                                | 13-1                                              | 13 апреля 2019                                    | Джек Кулкай (25-4)                                | Minneapolis Armory, Миннеаполис, Миннесота, США   | UD 12                                             | Счёт судей: 116-112, 116-112, 115-113. |
| 13                                                | 12-1                                              | 27 октября 2018                                   | Дэниел Джейкобс (34-2)                            | Мэдисон Сквер Гарден, Нью-Йорк, США               | SD 12                                             | Бой за вакантный (после отказа Геннадия Головкина) титул чемпиона мира по версии IBF в среднем весе. Счёт судей: 114-113, 112-115, 112-115.        |
| 12                                                | 12-0                                              | 3 марта 2018                                      | Дашон Джонсон (22-22-3)                           | Барклайс-центр, Бруклин, Нью-Йорк, США            | RTD 6 (8), 3:00                                   | |
| 11                                                | 11-0                                              | 25 августа 2017                                   | Туреано Джонсон (20-1)                            | Майами, Оклахома, США                             | TKO 12 (12), 0:40                                 | Финальный бой за статус обязательного претендента на бой с чемпионом мира по версии IBF.                                                           |
| 10                                                | 10-0                                              | 14 марта 2017                                     | Кемал Рассел (10-0)                               | Тьюника, Миссисипи, США                           | TKO 5 (10), 1:06                                  | |
| 9                                                 | 9-0                                               | 21 июля 2016                                      | Сэм Солиман (44-13)                               | Ледьярд Коннектикут, США                          | TKO 2 (12), 2:41                                  | Отборочный бой за статус обязательного претендента на бой с чемпионом мира по версии IBF.                                                          |
| 8                                                 | 8-0                                               | 15 марта 2016                                     | Майк Гай (8-1-1)                                  | Найс Калифорния, США                              | TKO 8 (8), 2:24                                   | Гай дважды в нокдауне в восьмом раунде. |
| 7                                                 | 7-0                                               | 14 ноября 2015                                    | Джесси Никлоу (25-7-3)                            | Лас-Вегас, Невада, США                            | TKO 3 (8), 2:18                                   | |
| 6                                                 | 6-0                                               | 7 августа 2015                                    | Элвин Аяла (28-6-1)                               | Атлантик-Сити, Нью-Джерси, США                    | UD 8                                              | Счёт судей: 80-72, 80-71, 80-71. |
| 5                                                 | 5-0                                               | 11 апреля 2015                                    | Алан Кампа (13-2-9)                               | Нью-Йорк, США                                     | TKO 4 (8), 1:46                                   | |
| 4                                                 | 4-0                                               | 20 февраля 2015                                   | Владин Биоссе (15-5-2)                            | Рай-Брук Нью-Йорк, США                            | TKO 2 (8), 1:42                                   | |
| 3                                                 | 3-0                                               | 12 декабря 2014                                   | Рауль Муньос (23-16-1)                            | Чикаго, США                                       | KO 1 (6), 2:50                                    | |
| 2                                                 | 2-0                                               | 1 октября 2014                                    | Латеквей Хаммонд (21-7)                           | Санта-Моника, Калифорния, США                     | UD 4                                              | Хаммонд в нокдаунах во 2, 3 и 4 раундах. Счёт судей: 40:33, 40:33, 40:34.                                                                          |
| 1                                                 | 1-0                                               | 23 июля 2014                                      | Кромвел Гордон (4-10)                             | Нью-Йорк, США                                     | RTD 2 (6), 3:00                                   | |
| Бой                                               | Рекорд                                            | Дата                                              | Соперник                                          | Результат                                         | Место боя                                         | Комментарии |